# Прапор Райківщини

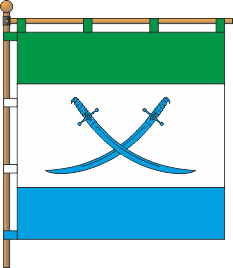
Прапор Райківщини

Прапор Райківщини — символ населених пунктів Райківщинської сільської ради  Яготинського району Київської області (Україна): Райківщини, Розумівки і Рокитного. Герб затверджений сесією сільської ради (автор — О. Желіба).

## Опис
Квадратне полотнище (співвідношення 1:1) із трьома горизонтальними смугами: зеленою (1/4 ширини), білою (2/4 ширини), що обтяжена двома синіми шаблями в андріївський хрест лезом донизу, синьою (1/4 ширини). Корогва має вертикальне та горизонтальне кріплення.

## Трактування
- Шаблі — згадка про двох козаків, Ройка та Черчикала, які на р. Іржавець поставили свій хутір і дали початок селу;
- шаблі — символ відваги, сміливості, мужності, завзяття, дружби, готовності збройно захищати свою Батьківщину;
- синя стрічка — втілення річки Іржавець, символ життя, очищення, здоров’я;
- зелена стрічка — символ місцевих лісів.